# Matevž Govekar
Matevž Govekar (ur. 17 kwietnia 2000 w Lublanie) – słoweński kolarz szosowy.
Govekar stawał na podium mistrzostw Słowenii w kolarstwie górskim.

## Osiągnięcia
Opracowano na podstawie:
2021
- 1. miejsce w klasyfikacji górskiej In the footsteps of the Romans

2022
- 2. miejsce w Trofej Poreč
- 1. miejsce w prologu Istarsko Proljeće
- 1. miejsce na 4. etapie Vuelta a Burgos

## Rankingi
| Rok             | 2021 | 2022 | 2023 | 2024 |
| --------------- | ---- | ---- | ---- | ---- |
| World Ranking   | 569. | 313. | 552. | 484. |
| UCI Europe Tour | 456. | 252. | -    | -    |
|                 |      |      |      |      |
| Źródło: UCI     |      |      |      |      |